# Église Sainte-Clotilde de Saint-Denis
Pour les articles homonymes, voir Église Sainte-Clotilde.
L'église Sainte-Clotilde de Saint-Denis est une église catholique de l'île de La Réunion, département d'outre-mer français dans le sud-ouest de l'océan Indien. Située au 84, avenue De-Lattre-de-Tassigny, à Saint-Denis, le chef-lieu, elle constitue l'église paroissiale du quartier de Sainte-Clotilde. Conçue par l'architecte Jean Bossu, elle a été construite de 1967 à 1973.